# 마이푸 전투
마이푸 전투(스페인어: Batalla de Maipú 바타야 데 마이푸[*], -戰鬪)는 칠레 독립전쟁에서 1818년 4월 5일, 독립 영웅 호세 데 산 마르틴이 이끄는 안데스군이 스페인 제국의 마리아노 오소리오 장군이 이끄는 진압군을 맞아 싸워서 크게 이긴 전투이다. 이 전투의 결과로 산 마르틴은 칠레 지역에서 제국 군대를 성공적으로 분쇄하여 칠레 독립에 결정적인 기여를 하였으며, 곧이어 페루도 해방하게 된다.

## 전황
오전 11시 30분 경 안데스군의 포병대가 발포를 시작하고, 이에 스페인군의 포병이 응수하면서 전투가 개시되었다. 초반 30분 정도의 사상자 없는 전초전 후 산 마르틴은 휘하의 라스 에라스(Las Heras)와 알바라도(Alvarado)의 보병 부대에 전진 명령을 내렸고, 두 부대는 보복사격 없이 전진해 갔다. 이윽고 각각 블랑코 엔칼라다(Blanco Encalada)와 보르고뇨(Borgoño)가 맡은 포병대의 양익을 지원하기 위해 라스 에라스와 알바라도는 적 프리모 데 리베라(Primo de Rivera)와 오르도녜스(Ordoñez)의 부대를 공격해 들어갔다. 사피올라(Zapiola)가 이끄는 척탄병대는 스페인 기병대의 공격을 받았다가 간신히 반격을 가하고 적의 기병대를 추격했지만 많은 피해를 입고 후퇴했다. 잠시 후퇴하여 전열을 재정비한 사피올라는 재차 공격해서 스페인 기병대를 와해시키고 안데스군의 우측면을 안정시켰다. 그러던 와중 안데스군 예비대가 라스 에라스와 알바라도의 전열 뒤편에서 나타나 모를라(Morla)와 오르도녜스 부대와 교전을 시작했다. 직후, 라몬 프레이레(Ramón Freire) 대령이 이끄는 칠레군 카사도레스 대대가 동쪽 측면에서 스페인 기병대를 붕괴시켰다. 이 접전 와중에 칠레군의 대령 산티아고 부에라스(Santiago Bueras)가 사망하였다.
중앙부에서는 양 군의 보병대가 격돌하고 있었다. 부르고스와 아레키파 대대가 합류하여 강화된 오르도녜스 부대는 안데스군 전열로 돌격을 개시해 안데스군을 조금 밀어냈다. 그러나 산 마르틴은 이 지역에 세 개의 대대를 투입하여(1, 3, 7) 오르도녜스 부대를 공격했고, 부르고스 대대를 분산시키고 아레키파 대대를 궤멸시켰다. 나머지 스페인 병력은 사각 대형을 이루어 버티다가 중앙부 뒤로 후퇴했고, 스페인군의 우익은 로에스페호(Lo Espejo)로 퇴각했다. 이 시점에서 오소리오는 군사의 지휘를 오르도녜스에게 맡기고 전장에서 이탈했다.
프리모 데 리베라 부대 휘하의 6개 중대와 스페인군 잔여 병력은 농장에 집결하여 최후의 저항을 펼쳤고, 이 지역에 무모한 정면 돌격을 시도한 안데스군 코킴보 대대는 큰 타격을 입었다. 이에 산 마르틴은 엔칼라다와 보르고뇨의 포병대에게 스페인군 대포 포격 명령을 내렸다. 오르도녜스의 스페인군은 로에스페호의 집들을 방패 삼아서까지 버텼으나, 결국 안데스군 보병이 쇄도해 들어가자 항복할 수밖에 없었다. 그 밖의 지리멸렬해진 스페인군 패잔병들은 베르나르도 오이긴스의 시민군이 생포하였다.

## 같이 보기
- 호세 데 산 마르틴
- 마리아노 오소리오
- 차카부코 전투

## 참고 자료
- Compton's Home Library: Battles of the World CD-ROM
- 마이푸 전투: 원인, 사건 및 남아메리카에 미친 영향 (Historical Text Archive)
- Maipú a su servicio journal